# Manuel Zúñiga
Manuel Zúñiga Fernández, né le 29 juin 1960 à Luciana (province de Ciudad Real, Espagne), est un footballeur espagnol reconverti en entraîneur. Il jouait au poste de milieu de terrain défensif.

## Biographie

### Joueur
Manuel Zúñiga participe avec la sélection espagnole des moins de 20 ans à la Coupe du monde des moins de 20 ans 1979 organisé au Japon. Lors du mondial junior, il joue trois matchs : contre le Japon, le Mexique et la Pologne.
Il participe ensuite aux Jeux olympiques d'été de 1980. Lors du tournoi olympique organisé en Union soviétique, il joue un match contre la Syrie.
En club, il commence sa carrière avec le Calvo Sotelo, avant de jouer en Primera División avec l'Espanyol de Barcelone entre 1979 et 1988. Avec l'Espanyol, il se classe troisième du championnat en 1987, puis atteint la finale de la Coupe UEFA en 1988, en étant battu par le Bayer Leverkusen.
Lors de l'été 1988, il rejoint le Séville FC, où il reste jusqu'en 1991. Il joue ensuite la saison 1991-1992 au CE Sabadell en deuxième division.
Enfin, de 1992 et 1995, il évolue avec l'Écija Balompié, club où il met un terme à sa carrière de joueur.
Au total, Manuel Zúñiga dispute 323 matchs en première division espagnole, inscrivant 19 buts, 74 matchs en deuxième division, inscrivant 7 buts, et enfin 65 matchs en troisième division, sans inscrire de but. Il réalise sa meilleure performance en première division lors de la saison 1983-1984, où il marque 8 buts.

### Entraîneur
Il dirige 112 matchs en Segunda Division B (troisième division) entre 2010 et 2014.

## Palmarès
- Finaliste de la Coupe de l'UEFA en 1988 avec l'Espanyol de Barcelone